# ماتوی سفانوف
ماتوی سفانوف (روسی: Матвей Евгеньевич Сафонов؛ زادهٔ ۲۵ فوریهٔ ۱۹۹۹) بازیکن فوتبال اهل روسیه است. وی بازیکن تیم پاری سن ژرمن است.
از باشگاه‌هایی که در آن بازی کرده‌است می‌توان به باشگاه فوتبال کراسنودار اشاره کرد. وی همچنین در تیم‌های ملی فوتبال زیر ۲۱ سال روسیه، و روسیه بازی کرده‌است.

## حرفه باشگاهی

### کراسنودار
سافونوف اولین بازی خود را در لیگ برتر روسیه برای کراسنودار در 13 اوت 2017 در بازی مقابل آمکار پرم انجام داد .در 20 اکتبر 2020 ، او در تساوی 1-1 کراسنودار مقابل رن در لیگ قهرمانان اروپا ، به عنوان مرد مسابقه انتخاب شد . در 18 ژانویه 2024 ، سافونوف قرارداد خود را با کراسنودار تا 31 ژانویه 2029 تمدید کرد.

### پاری سن ژرمن
در 14 ژوئن 2024، سافونوف با امضای قراردادی پنج ساله به پاری سن ژرمن  پیوست. گزارش‌های رسانه‌ها مبلغی را در حدود 20 میلیون یورو نقل می‌کنند. در 18 سپتامبر 2024، او اولین بازی خود را برای PSG در برد 1-0 لیگ قهرمانان مقابل خیرونا انجام داد . همچنین در تاریخ 22 دسامبر 2024 ، در مرحله یک سی و دوم نهایی جام حذفی فرانسه ،  او با مهار 2 پنالتی نقش مهمی در صورت پاری سن ژرمن به مرحله بعدی جام حذفی داشت.

## حرفه بین‌المللی
او در ۹ اکتبر ۲۰۲۰ برای بازی مقابل ترکیه و مجارستان در لیگ ملت های اروپا به تیم ملی فوتبال روسیه دعوت شد.
در ۱۱ مه ۲۰۲۱ او در ترکیب اولیه ۳۰ نفره برای یورو ۲۰۲۰ یوفا قرار گرفت . او در ۱ ژوئن در یک بازی دوستانه مقابل لهستان بازی کرد. 
در ۲ ژوئن سافونوف در لیست نهایی قرار گرفت . در ۱۶ ژوئن او در دومین بازی گروهی روسیه مقابل فنلاند بازی کرد و در پیروزی ۱ -۰ تیم دروازه خود را بسته نگه داشت.
او دوباره در ۲۱ ژوئن در آخرین بازی گروهی مقابل دانمارک بازی کرد و با زدن ۶ سیو و با باخت ۴-۱ روسیه از مسابقات حذف شد.